# Blechnum occidentale
Blechnum occidentale là một loài thực vật có mạch trong họ Blechnaceae. Loài này được L. mô tả khoa học đầu tiên năm 1753.